# Labiotipula
Labiotipula is een ondergeslacht van het geslacht van insecten Tipula binnen de familie langpootmuggen (Tipulidae).

## Soorten
Deze lijst van 4 stuks is mogelijk niet compleet.
- T. (Labiotipula) leechi (Alexander, 1938)
- T. (Labiotipula) macrolabis (Loew, 1864)
- T. (Labiotipula) macrolaboides (Alexander, 1918)
- T. (Labiotipula) youngi (Alexander, 1927)